# Bryolymnia atriceps
Bryolymnia atriceps är en fjärilsart som beskrevs av George Francis Hampson 1910. Bryolymnia atriceps ingår i släktet Bryolymnia och familjen nattflyn. Inga underarter finns listade i Catalogue of Life.